# Stazione di Avigliana
La stazione di Avigliana è una stazione ferroviaria posta sulla linea del Frejus, a servizio dell'omonimo comune.

## Storia
Il 26 novembre 1920 venne attivato l'esercizio a trazione elettrica a corrente alternata trifase; la stazione venne convertita alla corrente continua il 28 maggio 1961.

## Strutture e impianti
La stazione ha un fabbricato viaggiatori di medie dimensioni, sviluppato su due piani fuori terra. Parte del piano terra è accessibile all’utenza; vi si trovano la sala d’attesa, dotata di biglietteria automatica, e i servizi igienici. In un’altra parte del medesimo piano è ubicato il dirigente movimento.
Accanto al FV è presente un edificio usato per la gestione delle merci, dotato di un binario a servizio; esso giace in stato di abbandono e risulta inutilizzato.
La stazione è dotata di 3 binari passanti. I primi due sono di corsa: l'1 per i treni in direzione Torino Porta Nuova e il 2 per quelli in direzione Susa/Bardonecchia. Il terzo binario è usato in caso di incroci. Sono presenti due banchine, collegate da un sottopassaggio pedonale munito di ascensori: la prima è propinqua al FV, a servizio del primo binario, la seconda è ad isola, a servizio dei binari 2 e 3. Esisteva inoltre un quarto binario, di servizio e non servito da banchina, posto in ingresso lato Torino; esso risulta al 2018 ancora presente, sebbene inutilizzato e disabilitato.

## Movimento
La stazione è servita da treni regionali in servizio sulla tratta linea 3 del Servizio ferroviario metropolitano di Torino, operati da Trenitalia nell'ambito del contratto di servizio stipulato con la Regione Piemonte per Torino, Susa e Bardonecchia (e tra il 2017 e il 2019, nei giorni festivi, anche per Modane).

## Servizi
La stazione dispone di:
- Biglietteria automatica
- Sala d'attesa
- Servizi igienici

Le banchine risultano collegate da un sottopassaggio pedonale accessibile ai disabili in quanto dotato di ascensori.